# 小行星11510
小行星11510（11510 Borges）是一颗绕太阳运转的小行星，为主小行星带小行星。该小行星于1990年11月11日发现。

## 轨道参数
小行星11510的轨道半长轴为2.8561434 UA，离心率为0.072。